# Maddly Bamy

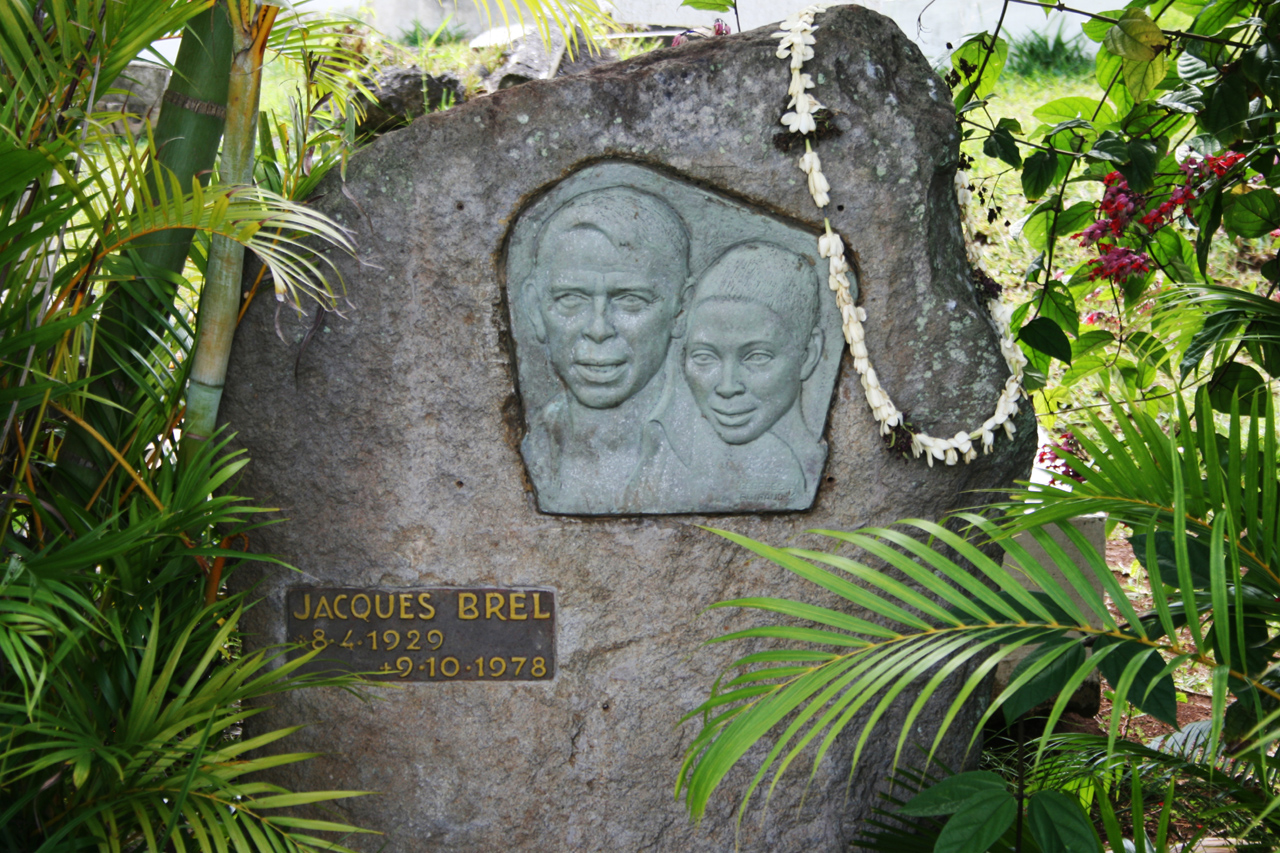
Doppelporträt von Maddly Bamy neben Jacques Brel auf dessen Grabstein, Hiva Oa

Maddly Bamy, eigentlich Hélène Bamy (* 1943 in Pointe-à-Pitre, Guadeloupe), ist eine französische Schauspielerin und Autorin. Sie war eine Geliebte und Lebensgefährtin des belgischen Chansonniers Jacques Brel und lebte die letzten Jahre in Hiva Oa an seiner Seite.

## Leben
Hélène Bamy wuchs auf Grande-Terre in Guadeloupe auf, ehe sie mit ihrer Mutter und vier Geschwistern im Jahr 1953 nach Paris übersiedelte. Der Vater, Angestellter in einer Brennerei, blieb auf Guadeloupe zurück. Nach der Schule bewarb sich Hélène, die sich den Künstlernamen Maddly zulegte, beim ORTF. Sie spielte einige kleine Rollen in Filmproduktionen und wurde Begleittänzerin des Chansonniers Claude François, eine der so genannten Clodettes.
Im Jahr 1971 wurde sie für eine kleine Nebenrolle in Claude Lelouchs Film Die Entführer lassen grüßen engagiert. Bei den Dreharbeiten lernte sie Jacques Brel kennen, der eine der Hauptrollen spielte. Maddly Bamy wurde Brels Geliebte, begleitete ihn im Jahr 1974 bei seiner geplanten Weltumseglung und ließ sich 1976 mit Brel auf Hiva Oa nieder, einer der Marquesas-Inseln in Französisch-Polynesien.
Seit Brels Tod im Jahr 1978 ist Maddly Bamy vor allem als Autorin tätig, wobei ihre Bücher zumeist dem Andenken an den verstorbenen Chansonnier gewidmet sind. Im Jahr 1981 veröffentlichte sie ihre Erinnerung an die gemeinsamen Jahre mit Brel unter dem Titel Tu leur diras. Im Jahr 2000 erschien ihr erster Roman La Rivière sans rives.

## Filmografie
- 1967: Les Cinq Dernières Minutes: La Mort masquée von Guy Lessertisseur, TV-Serie
- 1969: Amour Fou von Jacques Rivette
- 1969: Der Swimmingpool von Jacques Deray
- 1970: Madly von Roger Kahane
- 1972: Die Entführer lassen grüßen von Claude Lelouch

## Bibliografie
- Tu leur diras, éditions du Grésivaudan, 1981, éditions Fixot, 1998
- Pour le jour qui revient, éditions Yva Peyret, 1988
- Fleur d’amour, 1992
- La Parole de Jacques Brel, 1998
- La Rivière sans rives, Flammarion, 2000
- La Gymnastique énergétique: Le Majim, éditions du Rocher, 2001
- Et si la parole de Jacques Brel était vivante?, éditions du Rocher, 2001
- Lettre à mon fils que je n’ai pas eu, éditions du Rocher, 2003
- Deux enfants du soleil pour deux monstres sacrés, Christian Pirot éditeur, 2003
- De l’amour à vivre, Christian Pirot éditeur, 2006
- Chronique d’une âge d’or, Christian Pirot éditeur, 2007
- La force d’aimer, Christian Pirot éditeur, 2009